# Ljugarn
Ljugarn is een plaats in de gemeente, landschap en eiland Gotland in de provincie Gotlands län in Zweden. De plaats heeft 275 inwoners (2005) en een oppervlakte van 155 hectare.

## Verkeer en vervoer
Bij de plaats lopen de Länsväg 143 en Länsväg 144.